# وزلی فرانسا
وزلی فرانسا (انگلیسی: Wesley França؛ زادهٔ ۶ سپتامبر ۲۰۰۳) بازیکن فوتبال اهل برزیل است.